# 2023年木下グループジャパンオープン
2023年木下グループジャパンオープンテニスチャンピオンシップスは、2023年10月16日から10月22日にかけて東京都・江東区の有明コロシアム及び有明テニスの森公園で開催された、男子プロテニスATPツアーの大会である。サーフェスは屋外ハード。2023年大会より特別協賛が楽天から木下グループに変更となった。

## シングルス

### シード選手
| 国             | 選手                             | ランキング | シード |
| -------------- | -------------------------------- | ---------- | ------ |
| アメリカ合衆国 | テイラー・フリッツ               | 8          | 1      |
| ノルウェー     | キャスパー・ルード               | 9          | 2      |
| ドイツ         | アレクサンダー・ズベレフ         | 10         | 3      |
| オーストラリア | アレックス・デミノー             | 11         | 4      |
| アメリカ合衆国 | トミー・ポール                   | 12         | 5      |
| アメリカ合衆国 | フランシス・ティアフォー         | 13         | 6      |
|                | カレン・ハチャノフ               | 14         | 7      |
| カナダ         | フェリックス・オジェ＝アリアシム | 15         | 8      |

- 2023年10月2日付のランキングに基づく

### ワイルドカード
以下の3名がワイルドカードで本戦に出場した。
- 望月慎太郎
- 島袋将
- 綿貫陽介

### 予選勝者
以下の4名が予選を勝ち上がり本戦に出場した。
- ダニエル太郎
- ジャック・ドレイパー
- クリスチャン・ガリン
- マルコス・ギロン

### 出場辞退
- アンディ・マリー →  ゼバスティアン・オフナー
- 錦織圭 →  張志珍
- ミロシュ・ラオニッチ →  クリストファー・オコネル

## ダブルス

### シード選手
| 国             | 選手1                    | 国             | 選手2                      | ランキング1 | シード |
| -------------- | ------------------------ | -------------- | -------------------------- | ----------- | ------ |
| インド         | ロハン・ボパンナ         | オーストラリア | マシュー・エブデン         | 15          | 1      |
| スペイン       | マルセル・グラノリェルス | アルゼンチン   | オラシオ・セバジョス       | 27          | 2      |
| エルサルバドル | マルセロ・アレバロ       | オランダ       | ジャン＝ジュリアン・ロジェ | 33          | 3      |
| ベルギー       | サンダー ・ジレ          | ベルギー       | ヨラン・フリーゲン         | 37          | 4      |

- 2023年10月2日付のランキングに基づく

### ワイルドカード
以下の2組がワイルドカードで本戦に出場した。
- 松井俊英 /  上杉海斗
- 島袋将 /  綿貫陽介

### 予選勝者
以下の組が予選を勝ち上がり本戦に出場した。
- 市川泰誠 /  今村昌倫

以下の2組がラッキールーザーで本戦に繰り上がった。
- 望月慎太郎 /  野口莉央
- 内田海智 /  内山靖崇

### 出場辞退
- ロハン・ボパンナ /  マシュー・エブデン →  内田海智 /  内山靖崇
- マルセル・グラノリェルス /  オラシオ・セバジョス →  望月慎太郎 /  野口莉央
- ユーゴ・ニス /  ヤン・ジェリンスキ →  マクラクラン勉 /  西岡良仁

## 優勝

### シングルス
ベン・シェルトン def. アスラン・カラツェフ, 7-5, 6-1

### ダブルス
リンキー・ヒジカタ /  マックス・パーセル def.  ジェイミー・マリー /  マイケル・ヴィーナス, 6-4, 6-1

### 車いすシングルス
小田凱人 def.  眞田卓, 6-3, 6-3